# ゴールデン・デイズ
『ゴールデン・デイズ』は、高尾滋による日本の少女漫画作品。『花とゆめ』（白泉社）にて2005年10号から2008年1号まで連載された。単行本全8巻。文庫版全4巻。

## ストーリー
異様に過保護な母にトラウマを抱える現代の男子高校生―相馬 光也（そうま みつや）の心の拠り所は、入院中の曾祖父―相馬 慶光（そうま よしみつ）と、幼い頃に慶光から与えられたが今はレッスンを断念しているバイオリン。ある日、いつものように見舞いに訪れた光也に、慶光は臆する事なくバイオリンを再び手にするよう促し、自身もずっと悔やみ続けている事があると語る。物哀しげな表情で慶光が見つめるアルバムに収められていたのは、光也と瓜二つの顔をした若き日の慶光が、学ラン姿で見知らぬ眼鏡の青年と写る、色褪せた写真だった。
その夜、慶光危篤の知らせが入り、病院へ駆けつけた光也。数年振りに現れた従兄―相馬 慶（そうま けい）が無言で差し出すバイオリンに慶光の言葉を思い出し、演奏しようと手にした瞬間、地震に襲われて母と階段を転げ落ちてしまう。気を失いながら自身の過去だけでなく、慶光の写真の青年の姿や「もしも時が戻るなら…あいつをきっと助けに戻るのに―」という慶光の悲痛な声を聞いて、目覚めた光也。その前には、自分を「慶光」と呼んで突然殴り掛かって来た、あの写真の青年―春日 仁（かすが じん）と、大正10年8月31日の東京の古き街並みが広がっていた。約70年前の東京にタイムスリップした光也は、“記憶喪失状態の16歳の慶光”と見なされ本郷の春日邸に迎えられたが、仁の計らいで慶光の姉―相馬 百合子（そうま ゆりこ）やいつも少年姿の仁の妹―春日 亜伊子（かすが あいこ）には“二重人格になってしまった慶光の中の1人格である光也”とされ、共に暮らすようになる。しかし、やがて同じくタイムスリップしていた慶と再会した光也は、何故自分達はこの時代へ飛ばされたのか、慶光は何から仁を助けたいと悔やんでいたのかを考える内、“16歳の慶光”が光也の現れた前日に忽然と姿を消した、その謎を探る事になる…。

## 登場人物
相馬 光也（そうま みつや）
誕生日：11月29日生まれ / 血液型：B型
ストレートの黒髪を肩まで伸ばした高校1年生。2歳の頃に誘拐された過去を持ち、それが原因で母が過保護になる。その為、幼い頃からバイオリンを教えられるなど、慶光に気遣われながら育つ。一時はプロのバイオリニストを目指し、卒業後の留学も夢見ていたが、母が猛反対の末に自宅の浴室でリストカットして自殺未遂した事から、バイオリンを封印してしまう。入院中の慶光の求めにより、見舞い時にはかつて録音した演奏のカセットテープを流している。
光也本人さえ見紛う程にかつての慶光と瓜二つの顔立ちをしており、それによりタイムスリップ中は周囲に、記憶喪失の慶光とされて過ごす。仁の計らいにより、百合子と亜伊子などごく近しい者だけは“二重人格になってしまった慶光の中の1人格である光也”と思っている。口より先に手が出るタイプな現代の男子高生である為、大正時代ではやや不調法なわんぱくとして周囲には扱われている。慶光への好意を素直に口にし過ぎる豪放磊落な仁に当初は警戒していたものの、やがて慶光の事を抜きにしても救いたいと思うようになる。
相馬 慶光（そうま よしみつ）
誕生日：5月15日生まれ / 血液型：AB型
現在入院中の、光也の曾祖父。仁に纏わる深い後悔の念から、危篤中の手術の際に光也と慶を大正時代へタイムスリップさせてしまう。
百合子の弟で、相馬子爵家の長男。3歳の頃に両親を交通事故で亡くして以来、父の同級であり友人―春日 真一郎（かすが しんいちろう）や春日 常保（かすが つねやす・春日家の項目参照）との縁で百合子と共に春日家にて育つ。仁からは「みつ」、亜伊子からは「ナイト（騎士）」と呼ばれていた。大正十年時点では、在籍中の藤ノ森學園高等学校（旧制高校）一年理乙の才色兼備として名高く、常に慇懃で穏やかな青年。愛を囁く仁に対し、恋愛感情を超えた想いで仁を慕っている。光也がタイムスリップして来た前日に邸から失踪しており、仁達には、目前に控えていた見合いから逃げ出したものと思われている。野なかの薔薇のバイオリン演奏をいつも同じ所で間違えてしまう癖を持ち、光也にも伝染させてしまっている。
春日 仁（かすが じん）
誕生日：9月13日生まれ / 血液型：O型
イタリア人と日本人のハーフで、春日伯爵の孫。母―春日 アンジェ（春日家の項目参照）譲りの顔立ちと緑色の瞳、赤茶の髪を持つ眼鏡の青年。酷い音痴。
その容姿や経歴から、4歳頃に春日の本邸に引き取られて暫くは、春日の祖母や一部の使用人から迫害されて育つ。そんな折、同じく引き取られて来た慶光が、屈託なく仁に接した事で救われた為、慶光には特別な想いを抱いている。その為、慶光への好意を躊躇いなく口にしては、光也をたじろがせてしまう。自身を「キング」と呼ぶ亜伊子に対しては、同じく外国人的な容姿である苦労やアンジェの仕打ちの為か、甘め。対してアンジェや、自身の出生に否定的で厳格な祖父―春日伯爵には怒りからか、冷徹で割り切った態度を見せている。しかし光也に暴君のような発言はするものの、基本対外的には卒のない言動を取っている。当時の内閣を支える程の影響力を持つ祖父の関係で常に身の危険がある為、当局の許可の元に護身用の拳銃を携帯している。行方を暗ませた16歳の慶光を探す途中、タイムスリップして来て倒れていた光也を見付け、慶光と思い込んで自邸に連れ帰る。当初は医者の勧めに従って“二重人格の1人格”として慶光の延長扱いをしていただけだった光也に、次第に別人として思い入れを深めていくようになる。
相馬 百合子（そうま ゆりこ）
誕生日：8月16日生まれ / 血液型：B型
18歳になる、長い黒髪の美しい慶光の姉。琴など大和撫子然とした嗜みやたおやかな容姿に反し、護身術にも通じた強かなフェミニスト。仁達兄妹からは、「クイーン（女王様）」と呼ばれている。レズのような発言もしているが、幼い頃から「隼人兄さま（はやとにいさま）」と慕う幼馴染み―国見 隼人（くにみ はやと・その他の項目参照））の事を一途に想っている。が、一時恋人であった折りに、国見がモデルの女性―やよいと同衾している現場を目撃してしまったこと、1年前に英国へ国見が遊学へ出掛けたのを機に、関係は解消されている。
春日 亜伊子（かすが あいこ）
誕生日：3月3日生まれ / 血液型：O型
12歳になる、仁の妹。金の巻き毛のフランス人形のような容姿ながら、7歳の時に亡くなった双子の兄弟―カイの身代わりとしてアンジェの為に、短髪で常に少年のような服装をしている。その事から、仁達の間では名を亜伊子ではなく「ビショップ」で通しており、表向きは一時ハマッたチェスになぞらえているとして仁達もそれに合わせ、愛称で呼び合っている。ピアノが得意で、少女姿でアンジェと撮ったたった一枚の写真は宝物。
相馬 慶（そうま けい）
誕生日：2月6日生まれ / 血液型：A型
長く姿を見せなかった、光也の従兄。慶光から託されたバイオリンを、病院に駆け付けて来た光也に手渡した事で地震に行き合い、慶光のアルバムとチェス盤を手に大正時代へ来てしまう。大柄でガッシリした体格に、両腕は肩から肘まで刺青を彫っている。染髪し逆立てた髪などの強面の割りに、気さくで大らかな面倒見の良い性格。
タイムスリップ後に行く当てもなく下町を彷徨う内、ヤクザに襲われていた銀座の喫茶店（カフェー）―金星のマスターである老人を助けた縁で、金星の住み込み代理店主兼用心棒として雇われる。店の2階に下宿しながら、店内に慶光のチェス盤を置き、来店した学生に慶光と仁の写真を見せては2人を知らないか訪ね、現代への手掛かりを探していた。光也との再会後はその良き相談相手となり、“未来を変える恐怖”や“やがて日本に降り掛かる災害”について指摘する。店先で行き倒れていた所を助けた少女―節と想い合うようになるが、いつ現代に戻るとも知れない自身の身の上を恐れ、気持ちに応えようとしない。大正時代におけるタイムスリップの唯一の理解者として、光也との間に漂う親密な空気を嫉妬した仁には、何かと突っ掛られている。

### 春日家
春日 アンジェ（かすが アンジェ）
仁と亜伊子の母。イタリア人の元声楽家で、背を覆って波打つ金髪を持つ美女。病弱だった息子―カイの死を受け止められず、ある日を境に亜伊子の存在を全否定して、カイだと思い込むようになる。それにより現在は入院中だが、光也が来て間もなく、恐怖心からカイに会おうと病院を脱走してしまう。薔薇の花と亜伊子の（アンジェはカイのものと思い込んでいる）ピアノが好き。
春日 真一郎（かすが しんいちろう）
仁と亜伊子の父で、輸入楽器を販売するイノウ楽器の社長。政界の名家―春日家の跡取りでありながら外国人のアンジェと結婚した事で、その名を貶めたと親族からは非難されている。物語序盤で、仕事の都合とアンジェの静養を兼ねて欧州に渡るが、その後イタリアに移住する。
春日 常保（かすが つねやす）
仁の叔父で、慶光姉弟の父の友人。奥方は、田辺 つゆ子（たなべ つゆこ）の出身地―六重（むつみ）鉱山を運営する赤名（あかな）鉱業が傘下の大財閥を実家に持ち、常保自身も赤名鉱業の専務理事を務めている。また養護施設―晴護園（せいごえん）も経営している。慶光達姉弟の見合いや別荘の点検など、春日伯爵に代わって細々と世話を焼いてくれる。

### その他
国見 隼人（くにみ はやと）
相馬家と懇意にしている弁護士一家―国見家の25歳になる一人息子。慶光達の幼馴染みで、百合子より7歳年上の想い人。本人は絵描きを目指しているが、絵の才能は今1つ。やたらとモテる性分で、一時は百合子の恋人であったものの、やよいとの同衾現場を目撃された事で関係は解消。1年前に英国へ遊学したが百合子への想いは変わらず、父の病の報せで帰国した後も度々求婚しているが、ややズレた迂闊発言の数々で百合子を怒らせてばかりいる。またその浮いた噂の数々から、百合子の後見人でもある春日伯爵にも快く思われていない。本人は至って百合子一途であり、家柄や人品など自身には何の問題もないと、求婚が却下される理由を全く解さない。
節（せつ）
誕生日：7月24日生まれ / 血液型：B型
おかっぱ頭をした、金星の看板娘。自身を映画（キネマ）に誘った仁達のクラスメイトに対し、店主である慶にチェスで勝つという条件を突き付ける。元は貧しい北国の塗り師の家の出身。奉公先から逃げ、金星の前で行き倒れていたのを助けてくれた慶を慕っている。喧嘩っ早くて気が強い、サバけた性格の持ち主。この時代の喫茶店（カフェー）には珍しい、ウェイトレス役のみの女給。
生方 祭（うぶかた まつり）
亜伊子の、夫に先立たれた家庭教師の息子。母に薔薇の花をくれた亜伊子に直接礼を述べる為に会って以来、友人となる。家計を助ける納豆の売り歩きにも勉強にも励む、真面目で誇り高い少年。
冴木 妙子（さえき たえこ）
百合子の通う学校の後輩で、慶光の見合い相手の少女。見合いの顔合わせで本郷の春日邸を訪れるが、仁から光也への頬へのキスシーンを見て気絶し、見合いはうやむやになる。が、実は2年前から交際している恋人―山辺 秋一（やまべ しゅういち）がおり、軍閥の名家である冴木家の令嬢である為、身分違いだとして父の大反対に遭っている。見合いの詫びにやって来た百合子に、外出もままならず秋一と会えない状態である事を相談する。
山辺 秋一（やまべ しゅういち）
藤ノ森學園高等学校一年文甲に在籍する、妙子の恋人。肩まで伸び放題にした髪に無精髭で、とても同年代には見えない仁達の同級生。北国の農家出身である事から身分違いを理由に、妙子との交際をその父に猛反対されている。百合子の媒により、仁達を経て春日邸で再会した妙子に求婚し、学校を中退して大連へ駆け落ちする事を持ち掛ける。
冬木 倫（ふゆき りん）
おっとりした、仁と慶光のクラスメイト。教師の親を持つ。慶光と親しかったらしく、光也との映画に付き合ったり、十二階下に関する光也の問いに答える。
夏目 徹（なつめ とおる）
短髪で歯に衣着せぬ、仁と慶光のクラスメイト。商家の息子。慶光と親しかったらしく、光也との映画に付き合ったり、十二階下に関する光也の問いに答える。
小美根（こみね）
仁と出会い頭にぶつかった、新橋にある翁家（おきなや）の芸者。客の1人から、ストーカー被害に遭っていた。慶が持って来たアルバムの写真の1つから、「小美根を庇って仁が名誉の負傷を負ったと聞いた」との裏書きを、光也は見付けてしまう。
田辺 つゆ子（たなべ つゆこ）
六重鉱山出身の、儚げな女性。左の口元に、ホクロがある。幼い頃に病気がちだったのを、相馬夫妻の援助で上京して完治し、そのまま薬問屋に奉公に出る。が、18歳の時に店主の勧めで結婚した男の借金を返す為、浅草の十二階下で遊女として働いていた。慶光を十二階下で見掛けたという報せから、赴いた光也を見て逃げ出す様子は、何かを知っている。

## 書誌情報
- 高尾滋 『ゴールデン・デイズ』 白泉社〈花とゆめコミックス〉、全8巻
  1. 2005年11月18日発売、ISBN 4-592-18196-4
  2. 2006年4月19日発売、ISBN 4-592-18197-2
  3. 2006年8月18日発売、ISBN 4-592-18198-0
  4. 2006年12月18日発売、ISBN 4-592-18199-9
  5. 2007年4月19日発売、ISBN 978-4-592-18208-5
  6. 2007年8月17日発売、ISBN 978-4-592-18209-2
  7. 2007年12月18日発売、ISBN 978-4-592-18210-8
  8. 2008年3月19日発売、ISBN 978-4-592-18293-1

- 高尾滋 『ゴールデン・デイズ』 白泉社〈白泉社文庫〉、全4巻
  1. 2013年6月14日発売、ISBN 978-4-592-89028-7
  2. 2013年6月14日発売、ISBN 978-4-592-89029-4
  3. 2013年9月13日発売、ISBN 978-4-592-89030-0
  4. 2013年9月13日発売、ISBN 978-4-592-89031-7